# NJPW World Television Championship
El NJPW World Television Championship (Campeonato Televisivo de NJPW World, en español) es un campeonato de lucha libre profesional, perteneciente a New Japan Pro-Wrestling (NJPW). El título fue anunciado el 10 de octubre de 2022, con el campeón inaugural coronado en la final de un torneo en el evento Wrestle Kingdom 17. El campeón actual es El Phantasmo, quien se encuentra en su segundo reinado.

## Historia
El presidente y CEO de New Japan Pro-Wrestling, Takami Ohbari, y el representante de TV Asahi, Hiroyoki Mihira, anunciaron la creación del título en el evento Declaration of Power el 10 de octubre de 2022. El campeonato se considera una celebración tanto del próximo 50 aniversario de la asociación entre las dos empresas, como del crecimiento continuo de NJPW World, el servicio de streaming de NJPW y la inspiración del nombre del título. Ohbari también animó a los luchadores más jóvenes del roster a competir por el campeonato.
Todas las luchas disputadas por el campeonato tendrán un límite de tiempo de 15 minutos. Además, debido a su naturaleza de campeonato televisivo, todos los combates del campeonato (incluidos los del torneo inaugural) estarán disponibles de forma gratuita a través del servicio de NJPW World, así como en las plataformas de medios sociales de NJPW.

### Torneo por el título

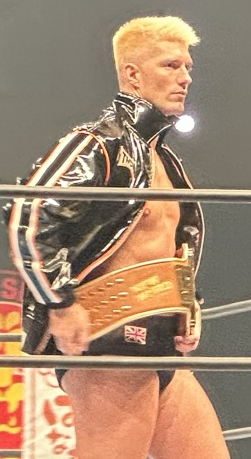
El campeón inaugural Zack Sabre Jr.

El primer campeón se determinó en un torneo de eliminación simple de dieciséis hombres, que comenzó el 14 de octubre de 2022 en Battle Autumn (Noche 1) y concluyó el 4 de enero de 2023 en Wrestle Kingdom 17.
|  | Octavos de final Battle Autumn (Días 1-3, 9) (14, 15, 16 y 26 de octubre) | Octavos de final Battle Autumn (Días 1-3, 9) (14, 15, 16 y 26 de octubre) | Octavos de final Battle Autumn (Días 1-3, 9) (14, 15, 16 y 26 de octubre) |                |              | Cuartos de final Battle Autumn (Días 10 y 12) (27 y 30 de octubre) | Cuartos de final Battle Autumn (Días 10 y 12) (27 y 30 de octubre) | Cuartos de final Battle Autumn (Días 10 y 12) (27 y 30 de octubre) |  |                | Semifinales Battle Autumn '22 (Día 16) (5 de noviembre) | Semifinales Battle Autumn '22 (Día 16) (5 de noviembre) | Semifinales Battle Autumn '22 (Día 16) (5 de noviembre) |  |                | Final Wrestle Kingdom 17 (4 de enero de 2023) | Final Wrestle Kingdom 17 (4 de enero de 2023) | Final Wrestle Kingdom 17 (4 de enero de 2023) |  |
|  |                                                                           |                                                                           |                                                                           |                |              |                                                                    |                                                                    |                                                                    |  |                |                                                         |                                                         |                                                         |  |                |                                               |                                               |                                               |  |
|  |                                                                           |                                                                           |                                                                           |                |              |                                                                    |                                                                    |                                                                    |  |                |                                                         |                                                         |                                                         |  |                |                                               |                                               |                                               |  |
|  | David Finlay                                                              | David Finlay                                                              | 11:52                                                                     |                |              |                                                                    |                                                                    |                                                                    |  |                |                                                         |                                                         |                                                         |  |                |                                               |                                               |                                               |  |
|  | David Finlay                                                              | David Finlay                                                              | 11:52                                                                     |                |              |                                                                    |                                                                    |                                                                    |  |                |                                                         |                                                         |                                                         |  |                |                                               |                                               |                                               |  |
|  | Yoshinobu Kanemaru                                                        | Yoshinobu Kanemaru                                                        | Pin                                                                       |                |              |                                                                    |                                                                    |                                                                    |  |                |                                                         |                                                         |                                                         |  |                |                                               |                                               |                                               |  |
|  | Yoshinobu Kanemaru                                                        | Yoshinobu Kanemaru                                                        | Pin                                                                       |                | David Finlay | David Finlay                                                       | Pin                                                                |                                                                    |  |                |                                                         |                                                         |                                                         |  |                |                                               |                                               |                                               |  |
|  |                                                                           |                                                                           |                                                                           |                | David Finlay | David Finlay                                                       | Pin                                                                |                                                                    |  |                |                                                         |                                                         |                                                         |  |                |                                               |                                               |                                               |  |
|  |                                                                           |                                                                           | Zack Sabre Jr.                                                            | Zack Sabre Jr. | 13:03        |                                                                    |                                                                    |                                                                    |  |                |                                                         |                                                         |                                                         |  |                |                                               |                                               |                                               |  |
|  | Alex Zayne                                                                | Alex Zayne                                                                | Zack Sabre Jr.                                                            | Zack Sabre Jr. | 13:03        | 14:55                                                              |                                                                    |                                                                    |  |                |                                                         |                                                         |                                                         |  |                |                                               |                                               |                                               |  |
|  | Alex Zayne                                                                | Alex Zayne                                                                |                                                                           |                |              |                                                                    |                                                                    |                                                                    |  |                |                                                         |                                                         |                                                         |  |                |                                               |                                               |                                               |  |
|  | Zack Sabre Jr.                                                            | Zack Sabre Jr.                                                            | Pin                                                                       |                |              |                                                                    |                                                                    |                                                                    |  |                |                                                         |                                                         |                                                         |  |                |                                               |                                               |                                               |  |
|  | Zack Sabre Jr.                                                            | Zack Sabre Jr.                                                            | Pin                                                                       |                |              |                                                                    |                                                                    |                                                                    |  | Zack Sabre Jr. | Zack Sabre Jr.                                          | Pin                                                     |                                                         |  |                |                                               |                                               |                                               |  |
|  |                                                                           |                                                                           |                                                                           |                |              |                                                                    |                                                                    |                                                                    |  | Zack Sabre Jr. | Zack Sabre Jr.                                          | Pin                                                     |                                                         |  |                |                                               |                                               |                                               |  |
|  |                                                                           |                                                                           | Evil                                                                      | Evil           | 4:48         |                                                                    |                                                                    |                                                                    |  |                |                                                         |                                                         |                                                         |  |                |                                               |                                               |                                               |  |
|  | Yoshi-Hashi                                                               | Yoshi-Hashi                                                               | Evil                                                                      | Evil           | 4:48         | 11:14                                                              |                                                                    |                                                                    |  |                |                                                         |                                                         |                                                         |  |                |                                               |                                               |                                               |  |
|  | Yoshi-Hashi                                                               | Yoshi-Hashi                                                               |                                                                           |                |              |                                                                    |                                                                    |                                                                    |  |                |                                                         |                                                         |                                                         |  |                |                                               |                                               |                                               |  |
|  | Jeff Cobb                                                                 | Jeff Cobb                                                                 | Pin                                                                       |                |              |                                                                    |                                                                    |                                                                    |  |                |                                                         |                                                         |                                                         |  |                |                                               |                                               |                                               |  |
|  | Jeff Cobb                                                                 | Jeff Cobb                                                                 | Pin                                                                       |                | Yoshi-Hashi  | Yoshi-Hashi                                                        | Pin                                                                |                                                                    |  |                |                                                         |                                                         |                                                         |  |                |                                               |                                               |                                               |  |
|  |                                                                           |                                                                           |                                                                           |                | Yoshi-Hashi  | Yoshi-Hashi                                                        | Pin                                                                |                                                                    |  |                |                                                         |                                                         |                                                         |  |                |                                               |                                               |                                               |  |
|  |                                                                           |                                                                           | Evil                                                                      | Evil           | 9:48         |                                                                    |                                                                    |                                                                    |  |                |                                                         |                                                         |                                                         |  |                |                                               |                                               |                                               |  |
|  | Aaron Henare                                                              | Aaron Henare                                                              | Evil                                                                      | Evil           | 9:48         | 10:55                                                              |                                                                    |                                                                    |  |                |                                                         |                                                         |                                                         |  |                |                                               |                                               |                                               |  |
|  | Aaron Henare                                                              | Aaron Henare                                                              |                                                                           |                |              |                                                                    |                                                                    |                                                                    |  |                |                                                         |                                                         |                                                         |  |                |                                               |                                               |                                               |  |
|  | Evil                                                                      | Evil                                                                      | Pin                                                                       |                |              |                                                                    |                                                                    |                                                                    |  |                |                                                         |                                                         |                                                         |  |                |                                               |                                               |                                               |  |
|  | Evil                                                                      | Evil                                                                      | Pin                                                                       |                |              |                                                                    |                                                                    |                                                                    |  |                |                                                         |                                                         |                                                         |  | Zack Sabre Jr. | Zack Sabre Jr.                                | Sub                                           |                                               |  |
|  |                                                                           |                                                                           |                                                                           |                |              |                                                                    |                                                                    |                                                                    |  |                |                                                         |                                                         |                                                         |  | Zack Sabre Jr. | Zack Sabre Jr.                                | Sub                                           |                                               |  |
|  |                                                                           |                                                                           | Ren Narita                                                                | Ren Narita     | 10:32        |                                                                    |                                                                    |                                                                    |  |                |                                                         |                                                         |                                                         |  |                |                                               |                                               |                                               |  |
|  | Sanada                                                                    | Sanada                                                                    | Ren Narita                                                                | Ren Narita     | 10:32        | 14:57                                                              |                                                                    |                                                                    |  |                |                                                         |                                                         |                                                         |  |                |                                               |                                               |                                               |  |
|  | Sanada                                                                    | Sanada                                                                    |                                                                           |                |              |                                                                    |                                                                    |                                                                    |  |                |                                                         |                                                         |                                                         |  |                |                                               |                                               |                                               |  |
|  | Taichi                                                                    | Taichi                                                                    | Pin                                                                       |                |              |                                                                    |                                                                    |                                                                    |  |                |                                                         |                                                         |                                                         |  |                |                                               |                                               |                                               |  |
|  | Taichi                                                                    | Taichi                                                                    | Pin                                                                       |                | Sanada       | Sanada                                                             | Pin                                                                |                                                                    |  |                |                                                         |                                                         |                                                         |  |                |                                               |                                               |                                               |  |
|  |                                                                           |                                                                           |                                                                           |                | Sanada       | Sanada                                                             | Pin                                                                |                                                                    |  |                |                                                         |                                                         |                                                         |  |                |                                               |                                               |                                               |  |
|  |                                                                           |                                                                           | Kenta                                                                     | Kenta          | 13:05        |                                                                    |                                                                    |                                                                    |  |                |                                                         |                                                         |                                                         |  |                |                                               |                                               |                                               |  |
|  | Hirooki Goto                                                              | Hirooki Goto                                                              | Kenta                                                                     | Kenta          | 13:05        | 9:32                                                               |                                                                    |                                                                    |  |                |                                                         |                                                         |                                                         |  |                |                                               |                                               |                                               |  |
|  | Hirooki Goto                                                              | Hirooki Goto                                                              |                                                                           |                |              |                                                                    |                                                                    |                                                                    |  |                |                                                         |                                                         |                                                         |  |                |                                               |                                               |                                               |  |
|  | Kenta                                                                     | Kenta                                                                     | Pin                                                                       |                |              |                                                                    |                                                                    |                                                                    |  |                |                                                         |                                                         |                                                         |  |                |                                               |                                               |                                               |  |
|  | Kenta                                                                     | Kenta                                                                     | Pin                                                                       |                |              |                                                                    |                                                                    |                                                                    |  | Sanada         | Sanada                                                  | Pin                                                     |                                                         |  |                |                                               |                                               |                                               |  |
|  |                                                                           |                                                                           |                                                                           |                |              |                                                                    |                                                                    |                                                                    |  | Sanada         | Sanada                                                  | Pin                                                     |                                                         |  |                |                                               |                                               |                                               |  |
|  |                                                                           |                                                                           | Ren Narita                                                                | Ren Narita     | 14:31        |                                                                    |                                                                    |                                                                    |  |                |                                                         |                                                         |                                                         |  |                |                                               |                                               |                                               |  |
|  | Ren Narita                                                                | Ren Narita                                                                | Ren Narita                                                                | Ren Narita     | 14:31        | 14:33                                                              |                                                                    |                                                                    |  |                |                                                         |                                                         |                                                         |  |                |                                               |                                               |                                               |  |
|  | Ren Narita                                                                | Ren Narita                                                                |                                                                           |                |              |                                                                    |                                                                    |                                                                    |  |                |                                                         |                                                         |                                                         |  |                |                                               |                                               |                                               |  |
|  | Tomohiro Ishii                                                            | Tomohiro Ishii                                                            | Pin                                                                       |                |              |                                                                    |                                                                    |                                                                    |  |                |                                                         |                                                         |                                                         |  |                |                                               |                                               |                                               |  |
|  | Tomohiro Ishii                                                            | Tomohiro Ishii                                                            | Pin                                                                       |                | Ren Narita   | Ren Narita                                                         | Pin                                                                |                                                                    |  |                |                                                         |                                                         |                                                         |  |                |                                               |                                               |                                               |  |
|  |                                                                           |                                                                           |                                                                           |                | Ren Narita   | Ren Narita                                                         | Pin                                                                |                                                                    |  |                |                                                         |                                                         |                                                         |  |                |                                               |                                               |                                               |  |
|  |                                                                           |                                                                           | Toru Yano                                                                 | Toru Yano      | 8:47         |                                                                    |                                                                    |                                                                    |  |                |                                                         |                                                         |                                                         |  |                |                                               |                                               |                                               |  |
|  | Toru Yano                                                                 | Toru Yano                                                                 | Toru Yano                                                                 | Toru Yano      | 8:47         | 11:20                                                              |                                                                    |                                                                    |  |                |                                                         |                                                         |                                                         |  |                |                                               |                                               |                                               |  |
|  | Toru Yano                                                                 | Toru Yano                                                                 |                                                                           |                |              |                                                                    |                                                                    |                                                                    |  |                |                                                         |                                                         |                                                         |  |                |                                               |                                               |                                               |  |
|  | Great-O-Khan                                                              | Great-O-Khan                                                              | Pin                                                                       |                |              |                                                                    |                                                                    |                                                                    |  |                |                                                         |                                                         |                                                         |  |                |                                               |                                               |                                               |  |
|  | Great-O-Khan                                                              | Great-O-Khan                                                              | Pin                                                                       |                |              |                                                                    |                                                                    |                                                                    |  |                |                                                         |                                                         |                                                         |  |                |                                               |                                               |                                               |  |
|  |                                                                           |                                                                           |                                                                           |                |              |                                                                    |                                                                    |                                                                    |  |                |                                                         |                                                         |                                                         |  |                |                                               |                                               |                                               |  |

## Campeones

### Campeón actual
El campeón actual es El Phantasmo, quien se encuentra en su segundo reinado. El Phantasmo ganó el campeonato tras derrotar al excampeón Great-O-Khan el 29 de abril de 2025 en Wrestling Hizen no Kuni.
El Phantasmo registra hasta el 28 de julio de 2025 las siguientes defensas televisadas:
1. vs. Konosuke Takeshita (3 de mayo de 2025, Wrestling Dontaku) — Empate por límite de tiempo.
2. vs. Taiji Ishimori (29 de junio de 2025, Tanahashi Jam)

### Lista de campeones
| N.º | Campeón           | Lucha                 | Lucha                        | Lucha             | Estadísticas | Estadísticas | Estadísticas      | Notas y referencias                                                                        |
| N.º | Campeón           | Fecha                 | Evento                       | Ubicación         | Reinado      | Días         | Defensas exitosas | Notas y referencias                                                                        |
| --- | ----------------- | --------------------- | ---------------------------- | ----------------- | ------------ | ------------ | ----------------- | ------------------------------------------------------------------------------------------ |
| 1   | Zack Sabre Jr.    | 4 de enero de 2023    | Wrestle Kingdom 17           | Tokio, Japón      | 1            | 365          | 16                | Derrotó a Ren Narita en la final de un torneo, convirtiéndose así en el campeón inaugural. |
| 2   | Hiroshi Tanahashi | 4 de enero de 2024    | Wrestle Kingdom 18           | Tokio, Japón      | 1            | 50           | 1                 | [ 4 ]                                                                                      |
| 3   | Matt Riddle       | 23 de febrero de 2024 | The New Beginning in Sapporo | Sapporo, Japón    | 1            | 49           | 2                 | [ 5 ]                                                                                      |
| 4   | Zack Sabre Jr.    | 12 de abril de 2024   | Windy City Riot              | Chicago, Illinois | 2            | 21           | 0                 | [ 6 ]                                                                                      |
| 5   | Jeff Cobb         | 3 de mayo de 2024     | Wrestling Dontaku            | Fukuoka, Japón    | 1            | 164          | 3                 | [ 7 ]                                                                                      |
| 6   | Ren Narita        | 14 de octubre de 2024 | King of Pro-Wrestling        | Tokio, Japón      | 1            | 82           | 0                 | Derrotó a Jeff Cobb y Yota Tsuji.                                                          |
| 7   | El Phantasmo      | 4 de enero de 2025    | Wrestle Kingdom 19           | Tokio, Japón      | 1            | 91           | 4                 | Derrotó a Ren Narita, Jeff Cobb y Ryohei Oiwa.                                             |
| 8   | Great-O-Khan      | 5 de abril de 2025    | Sakura Genesis               | Tokio, Japón      | 1            | 24           | 0                 | [ 10 ]                                                                                     |
| 9   | El Phantasmo      | 29 de abril de 2025   | Wrestling Hizen no Kuni      | Saga, Japón       | 2            | 90+          | 2                 | [ 11 ]                                                                                     |

### Total de días con el título
La siguiente lista muestra el total de días que un luchador ha poseído el campeonato si se suman todos los reinados que posee. Actualizado a la fecha del 28 de julio de 2025.
| + | Indica al campeón actual |

| N.º | Campeón           | Reinados | Núm. defensas | Total de días |
| --- | ----------------- | -------- | ------------- | ------------- |
| 1   | Zack Sabre Jr.    | 2        | 16            | 386           |
| 2   | El Phantasmo      | 2        | 6             | 181+          |
| 3   | Jeff Cobb         | 1        | 3             | 164           |
| 4   | Ren Narita        | 1        | 0             | 82            |
| 5   | Hiroshi Tanahashi | 1        | 1             | 50            |
| 6   | Matt Riddle       | 1        | 2             | 49            |
| 7   | Great-O-Khan      | 1        | 0             | 24            |

### Mayor cantidad de reinados
| Reinados | Luchador (es)                |
| -------- | ---------------------------- |
| 2 veces  | Zack Sabre Jr., El Phantasmo |